# こんちわコンちゃん2時ですょ!
こんちわコンちゃん2時ですょ!(こんちわこんちゃんにじですよ!)は、MBSラジオでかつて放送されていた午後のワイド番組である。
現在はリニューアルして、こんちわコンちゃんお昼ですよ!として放送されている。

## 概要
- こんちわコンちゃんお昼ですよ!の前身として、2000年スタート。しかし、2002年に開始時間の繰上げに伴い、こんちわコンちゃんお昼ですよ!となり、番組は終了した。